# Jacob Fincham-Dukes
Pour les articles homonymes, voir Dukes.
Jacob Fincham-Dukes, né le 12 janvier 1997 à Harrogate, est un athlète britannique spécialiste du saut en longueur.

## Biographie
Il remporte la médaille d'argent du saut en longueur lors des championnats d'Europe juniors 2015 à Eskilstuna.
Il termine 7e des championnats d'Europe en salle 2021 et 5e des championnats d'Europe 2022. Il remporte le 8 juillet 2023 son premier titre national à Manchester avec un saut à 7,86 m.
Le 26 avril 2024 à Austin, Jacob Fincham-Dukes porte son record personnel à 8,20 m (+ 1,2 m/s).

## Palmarès
| Date | Compétition                    | Lieu       | Résultat | Marque |
| ---- | ------------------------------ | ---------- | -------- | ------ |
| 2015 | Championnats d'Europe juniors  | Eskilstuna | 2e       | 7,75 m |
| 2021 | Championnats d'Europe en salle | Toruń      | 7e       | 7,79 m |
| 2022 | Championnats d'Europe          | Munich     | 5e       | 7,97 m |
| 2024 | Jeux olympiques                | Paris      | 5e       | 8,14 m |

## Records
| Épreuve          | Marque | Lieu   | Date          |
| ---------------- | ------ | ------ | ------------- |
| Saut en longueur | 8,20 m | Austin | 26 avril 2024 |